# Ne sutor ultra crepidam
Ne sutor ultra crepidam (лат. — Нека обућар не иде даље од ципела) је латинска изрека приписана сликару Апелесу.

## Поријекло изреке
Старогрчки сликар Апелес, коме је једном неки обућар ставио примједбу да ципела на слици није добро насликана, одмах поправи грешку. Охрабрен што је велики сликар прихватио његов савјет, обућар почне замјерати другим детаљима на слици. На то му Апелес довикну:
„Обућару, не даље од ципела!“

## Значење
Изриче се као порука онима који суде о нечему што не разумију.